# Max Velthuijs-prijs
De Max Velthuijs-prijs is een driejaarlijkse oeuvreprijs voor Nederlandse illustratoren van kinderboeken. De prijs werd in 2007 voor het eerst uitgereikt.
De prijs werd in 2006 ingesteld door de toenmalige minister van OCW, Maria van der Hoeven, om het belang van goede boekillustraties te onderstrepen. De prijs wordt beheerd door de Stichting P.C. Hooft-prijs voor Letterkunde, die ook de jaarlijks toegekende P.C. Hooft-prijs en de eveneens driejaarlijkse Theo Thijssen-prijs voor jeugdliteratuur onder haar hoede heeft. Evenals aan genoemde prijzen is ook aan de Max Velthuijs-prijs een bedrag verbonden van € 60.000. 
De naamgever van de prijs is de schrijver en tekenaar Max Velthuijs (1923-2005), de schepper van prentenboeken met verhalen over Kikker. 

## Winnaars
- 2007: Mance Post
- 2010: Thé Tjong-Khing
- 2013: Wim Hofman
- 2016: Dick Bruna[2]
- 2019: Sylvia Weve[3]
- 2022: Philip Hopman
- 2025: Annemarie van Haeringen